# Charles Croker-King

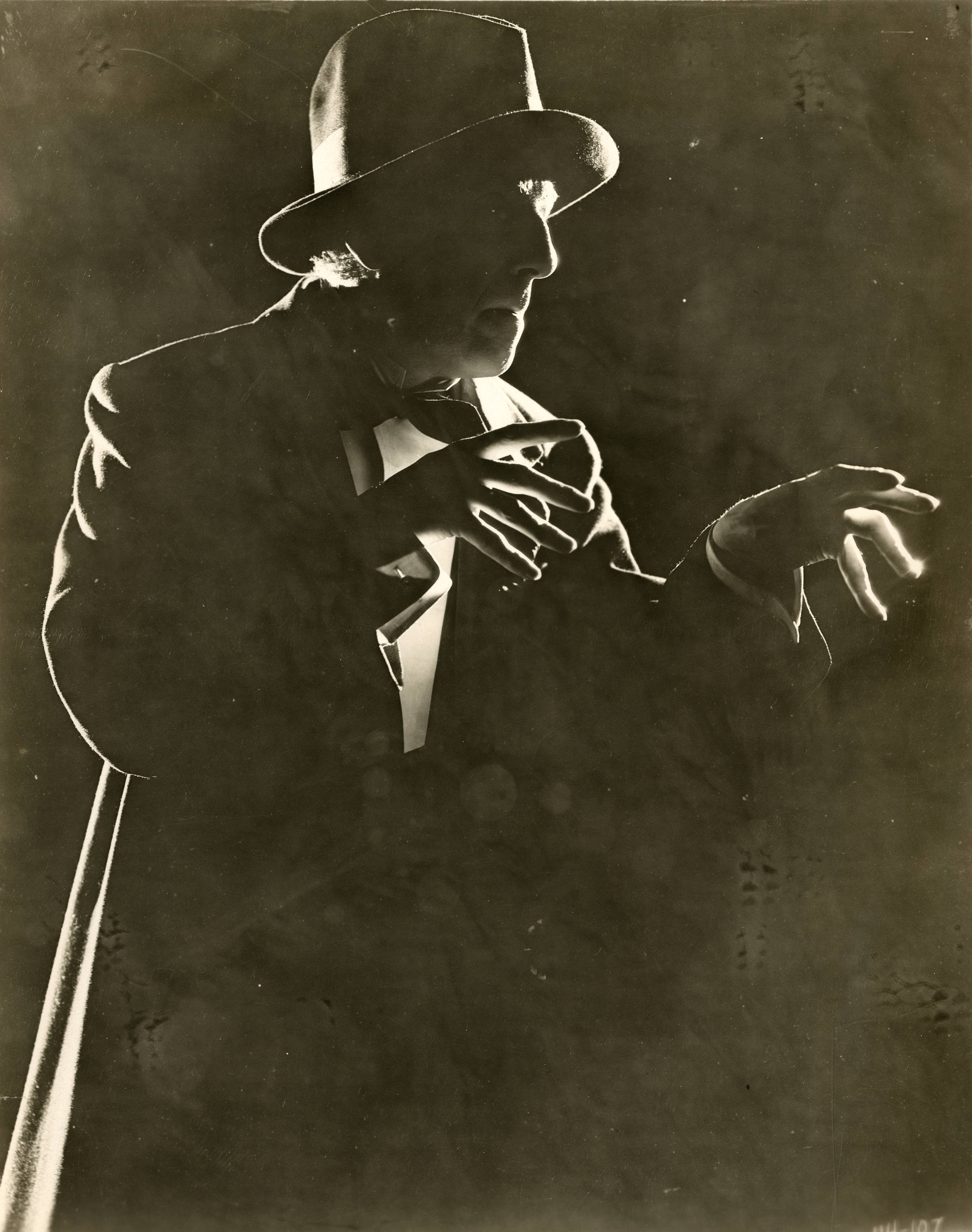
Charles Croker-King em "One Exciting Night" 1922.

Charles Croker-King (1873-1951) foi um ator britânico da era do cinema mudo.

## Filmografia selecionada
- The Tavern Knight (1920)
- A Question of Trust (1920)
- The Four Just Men (1921)
- The Priory School (1921)
- One Exciting Night (1922)
- The Experiment (1922)
- The White Angel (1936)
- The Charge of the Light Brigade (1936)
- Lloyd's of London (1936)